# بيت المحرث (أفلح الشام)

تعديل مصدري - تعديل

بيت المحرث هي إحدى قرى عزلة بني حربي بمديرية أفلح الشام التابعة لمحافظة حجة، بلغ تعداد سكانها 492 نسمة حسب تعداد اليمن لعام 2004.